# Управление Государственных сберегательных касс (Москва)
Здание бывшего Управления Государственных сберегательных касс располагается в Москве по адресу Рахмановский переулок, дом № 1/24, стр. 1., на углу Рахмановского переулка и улицы Петровка.

## История
Архитектор: И. А. Иванов-Шиц. Строительство велось в 1902—1907 и 1914—1920 годах. К 1920 году здание было переоборудовано.
Однако, после завершения строительства, здесь разместился «5-й Дом Союзов». Затем его занял Центральный институт труда под руководством А. Гастева, который считал институт «последним художественным произведением».
В 2000-е годы и вплоть до его упразднения в 2016 году здание занимал Банк Петрокоммерц.

### Настоящее время
В настоящее время здание занимает Научно-практический клинический центр диагностики и телемедицинских технологий Департамента здравоохранения города Москвы.

## Архитектура
Ротонда в неогреческом стиле.
Монументальный дом с полукруглым портиком, оформляющим угловую часть, напоминает о массивных древнегреческих храмах. Портик прочно зажат между рустованными частями дома. Здание нельзя причислить к стилю модерн, это скорее неоклассика. Сберкасса представляется неприступным серым замком.
В здании сохранился первоначальный облик парадной лестницы, вестибюля, галерей и зала заседаний, а также практически вся основная осветительная арматура.

## Интересные факты
В 1928 году, когда в здании располагался Институт Труда, сюда приходил Максим Горький.